# Acme (Waszyngton)
Acme – jednostka osadnicza w Stanach Zjednoczonych, w stanie Waszyngton, w hrabstwie Whatcom.